# Aleurites
Genre
Classification phylogénétique
Aleurites est un genre de plantes à fleurs de la famille des Euphorbiaceae. Ses espèces sont des arbres originaires des régions tropicales d'Asie et d'Amérique du Sud.
Ces arbres monoïques, sempervirents, sont pérennes ou semi-pérennes. Ce sont de grands arbres de 15-40 m de haut, avec des branches étalées et érigées.
Les feuilles sont alternes, lobées, ovales à ovales-lancéolées avec de petits stipules. Elles sont pubescentes sur les deux faces quand elles sont jeunes, puis deviennent glabres.
L'inflorescence, ramifiée dès la base, consiste en plumes terminales de petites fleurs campanulées, blanc crème. Les fleurs sont habituellement hermaphrodites, avec une fleur pistillée au bout de chaque axe principal. Les cymes latérales sont mâles. Il y a cinq à six pétales imbriqués. Les fleurs mâles sont plus longues et plus fines que les femelles, avec 17-32 étamines glabres en quatre rangs. Les fleurs femelles ont un ovaire supère.
Le fruit est une drupe assez grande à exocarpe charnu et endocarpe fin et ligneux. Leur taille varie suivant le nombre des loges développées. Les graines sont oléagineuses et toxiques.
L'huile a été utilisée comme paraffine, lubrifiant ou ingrédient de vernis, peintures ou savons. Elle a aussi servi d'huile de cuisson, après élimination des substances toxiques.
Quelques espèces chinoises décidues sont maintenant classées dans le genre Vernicia.
Le nom Aleurites du grec ἀλευρίτης - aleuritês, "de farine", dérivé de ἄλευρον - aleuron, "farine", parce que les feuilles apparaissent couvertes de farine.

## Liste des espèces
À l'heure actuelle, beaucoup de botanistes ne reconnaissent plus que deux espèces : 
- Aleurites moluccana (L.) Willd. - Le noyer des Moluques, l'espèce la plus répandue
- Aleurites rockinghamensis (Baill.) P.I.Forst.

Sont considérées comme synonymes à Aleurites moluccana (L.) Willd. : 
- Aleurites angustifolia Vieill.
- Aleurites integrifolia Vieill.
- Aleurites javanica Gand.
- Aleurites pentaphylla Wall.
- Aleurites remyi Sherff
- Aleurites triloba J.R.Forst. & G.Forst.

### Espèces déplacées vers d'autres genres
- Pour Aleurites cordata (Thunb.) R.Br. ex Steud., voir Vernicia cordata (Thunb.) Airy Shaw
- Pour Aleurites erratica O.Deg., I.Deg. & K.Hummel, voir Omphalea papuana Pax & K.Hoffm.
- Pour Aleurites fordii Hemsl., voir Vernicia fordii (Hemsl.) Airy Shaw
- Pour Aleurites montana (Lour.) E.H.Wilson, voir Vernicia montana Lour.
- Pour Aleurites saponaria Blanco, voir Reutealis trisperma (Blanco) Airy Shaw

## Synonyme
Le genre Aleurites englobe le genre Camirium Gaertn.

## Notes et références

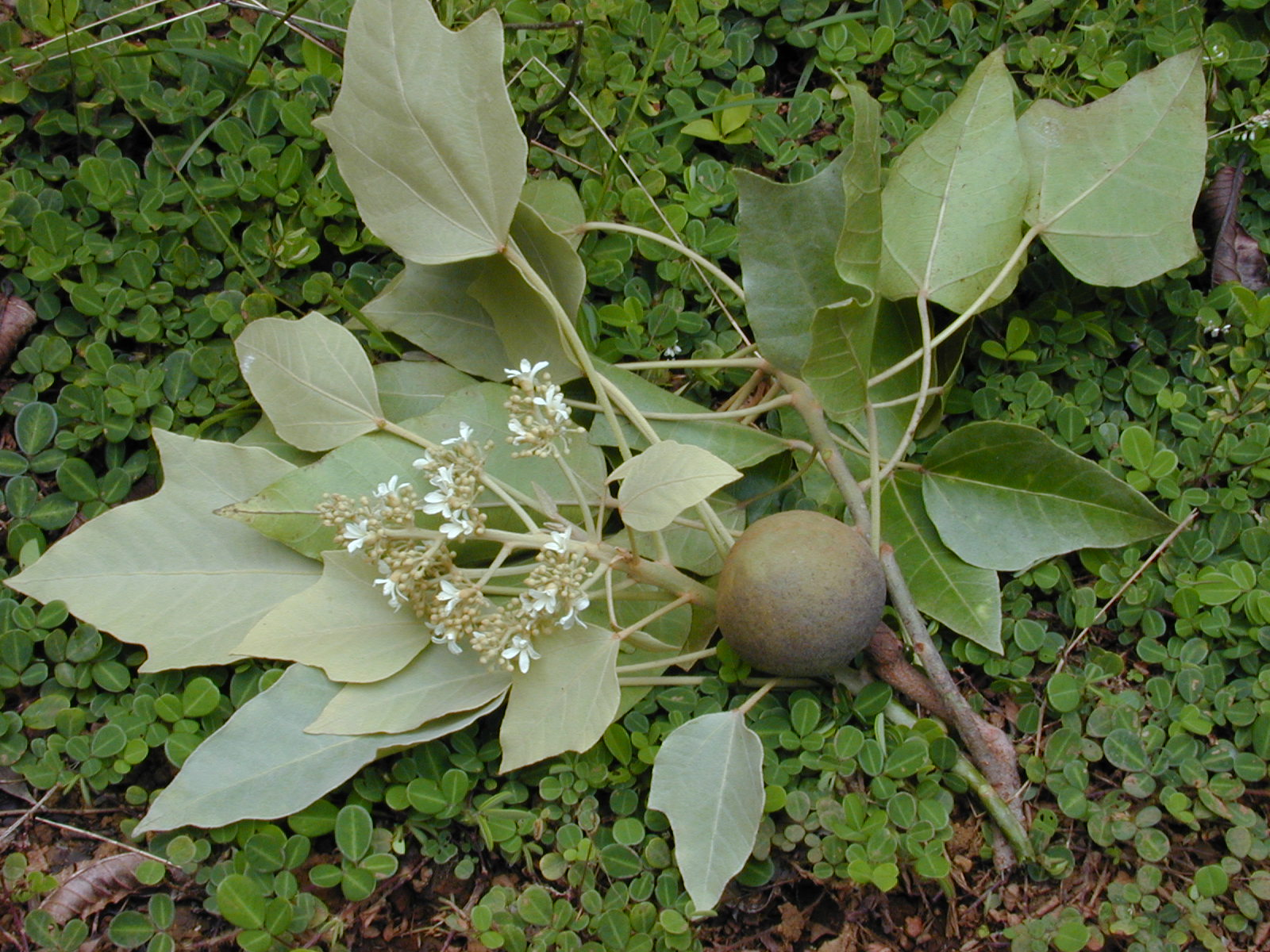
Noyer des Moluques (Aleurites moluccana)